# El Viaje a ninguna parte
El viaje a ninguna parte este un film dramatic spaniol din 1986 scris, jucat și regizat de Fernando Fernán Gómez. Este bazat pe propriul său roman cu același titlu.

## Premii
Filmul a câștigat primul premiu Goya acordat pentru cel mai bun film, cel mai bun regizor și cel mai bun scenariu.

## Subiect
Filmul spune povestea unui grup de comedianți. Este o poveste despre iubirile și dezamăgirile lor, despre dorințele și frustrările lor.
Pe parcursul călătoriei, munca lor se întrețese cu dragostea, cu problemele financiare ale familiei și cu dorința triumfului unui vis. Personajul central, Carlos Galván, este fiul primului actor și director al companiei, don Arturo, și este tatăl lui Carlito, un copil care nu vrea să fie comediant. Carlos Galván se refugiază într-o lume fantezistă.

## Distribuție
- José Sacristán - Carlos Galván
- Laura del Sol - Juanita Plaza
- Juan Diego - Sergio Maldonado
- María Luisa Ponte - Julia Iniesta
- Gabino Diego - Carlos Piñeiro
- Nuria Gallardo - Rosita del Valle
- Fernando Fernán Gómez - Don Arturo
- Queta Claver - Doña Leonor
- Emma Cohen - Sor Martirio
- Agustín González - Zacarías Carpintero
- Carlos Lemos - Daniel Otero
- Miguel Rellán - Dr. Arencibia
- Simón Andreu - Solís
- José María Caffarel
- Carmelo Gómez
- Tina Sáinz
- Nacho Martínez